# Cantón Shushufindi
El Cantón Shushufindi es uno de los principales cantones de la provincia de Sucumbíos, siendo así el segundo cantón con mayor población después del cantón Lago Agrio. Su cabecera cantonal es la ciudad de Shushufindi.  Su población es de 44328 habitantes, tiene una superficie de 2463,01 km².  Su alcaldesa actual para el período 2019 - 2023 es Esperanza Torres. La fecha de cantonización fue el 7 de agosto de 1984, de la provincia de Napo y desde 1989 de la provincia recién creada de Sucumbíos. Shushufindi, proviene de dos voces Cofanes: Shushu (puerco sahino) y findi  (colibrí) por la existencia abundante de estas dos especies.

## Límites
- Al norte con los cantones Lago Agrio y Cuyabeno.
- Al sur y oeste con la provincia de Orellana.
- Al este con el cantón Cuyabeno y la provincia de Orellana.

## División política
Shushufindi tiene ocho parroquias:

### Parroquias urbanas
- Shushufindi (cabecera cantonal)

### Parroquias rurales
- Limoncocha
- Pañacocha
- San Roque
- San Pedro de los Cofanes
- Siete de Julio
- La Magdalena
- La Primavera